# Anna-Maria Meussling
Anna-Maria Meussling geb. Steiger (* 1942 in Gebesee) ist eine deutsche Restauratorin.

## Beruflicher Werdegang
Nach dem Abitur in Gotha absolvierte sie in den Kirchlichen Werkstätten Erfurt eine dreijährige Ausbildung zur Skulpturenrestauratorin. 1967 gründete sie ihre eigene Werkstatt. Bei der Restaurierung der Dorfkirche Pretzien entdeckte sie bis dahin unbekannte Wandmalereien aus den Jahren um 1220.
1982 wurde sie in den Verband Bildender Künstler aufgenommen und 1990 in den Restauratoren Fachverband (RFV), der 2001 im Verband der Restauratoren (VDR) aufging. Bei der Planung zur Routenführung der Straße der Romanik war sie beratend für das zuständige Wirtschaftsministerium Sachsen-Anhalts tätig.

## Restaurator-Tätigkeit
Anna-Maria Meussling wirkte bei der Restaurierung von neun Kirchen mit.
Seit 1973: Restaurierung und Konservierung vieler Altäre, Skulpturen, Tafelbilder sowie Gemälde, so etwa
- 1973–1977: Auffinden, Freilegen und Sichern der romanischen Wandmalereien in der St. Thomas-Kirche Pretzin (gesamt 94 Quadratmeter),
- 1983: Altarretabel Kirche Stresow bei Burg (dat. 1588),
- 1987: gemalter Flügelaltar in St. Stephani Aschersleben (Lucas-Cranach-Umkreis 1530 und heilige Sippe um 1500),
- 1985: Flügelaltar Niederglaucha bei Eilenburg, viele Gemälde für Schloss Wörlitz und Oranienbaum, für Kreismuseum Schönebeck, sowie Kreismuseum Ballenstedt (W. v. Kügelgen),
- 1992: Professorengalerie des Franzisceums Zerbst, 1989 – 1992 sechs große Tafeln v. W. und M. Krodel (1530 – 1600) für die St. Wolfgang Kirche Schneeberg,
- 1996–1999: gotische Altäre Isterbies, Goltewitz und Rosian,
- 2000: Konzept und Begleitung der Innenrestaurierung der Kirche Calenberge bei Magdeburg,
- 2001: gotischer Flügelaltar von L. Cranach d. Ä. in Kade bei Genthin,
- 2002: hölzernes Epitaph des Grafen zu Barby in Barby und Altar in Wallwitz[2]

## Veröffentlichungen
- Um uns herum – Alltägliches und Gewesenes von Anna-Maria und Rüdiger Meussling. 100 Seiten, epubli 2022
- Entdeckungen in der St.-Lucas-Kirche Ranies. 100 Seiten, Cuno-Druck, Calbe 2020
- Kirchturmgeschichten – Erlebnisse mit Tieren, Menschen und Kunstgut. 64 Seiten, epubli 2018
- Der Sommer mit Hirsch Heinrich – Erlebnisse mit einem Damhirsch. 64 Seiten, epubli 2018
- Kostbare Schätze in Kirchen und anderswo. 46 Seiten, epubli 2017
- Wenn Steine predigen – Anna-Maria Meussling erzählt Erlebtes von der Plötzyer Kirche St. Maria und Maria Magdalena, Eigenverlag 2017.
- Das Zisterzienserinnen-Kloster St. Maria Magdalena in Plötzky auf dem Georgenberg. Eigenverlag 2015.
- Das zerschnittene Gemälde und andere Kuriositäten. Restauratorin Anna-Maria Meussling erzählt Kurzgeschichten. Plötzky / Schönebeck (Elbe) 2012. Ohne ISBN.
- Der verborgene Christus von Pretzien. Vom Finden, Freilegen, Bewahren und Verkünden. Anna-Maria Meussling und Rüdiger Meussling erzählen von der Rettung der St. Thomas Kirche. Schönebeck (Elbe) 2010. ISBN 978-3-00-032009-5
- Anna-Maria Meussling und Martin Steiger: Zu viel Milch. Vermischte Texte. Leipzig 2010.

sowie
- Der verborgene Christus und seine Restauratorin. S. 34–41 in: Ludwig Schumann: Große Zeit starker Frauen – Unterwegs auf der Straße der Romanik. Leipzig 2013, ISBN 978-3-89798-380-9[3]

## „Pretziener Musiksommer“ 1974–2014
Gemeinsam mit ihrem Mann Rüdiger Meussling organisierte sie von 1974 bis 2014 den Pretziener Musiksommer in der St. Thomas-Kirche in Pretzien.

## Familie
Anna-Maria Steiger ist die einzige Tochter und drittes von vier Kindern des evangelischen Pfarrers von Gebesee, Herbert Steiger, und dessen Ehefrau Annemarie Steiger (geb. Neubauer). 1963 heiratete sie den Pfarrer Rüdiger Meussling und zog mit ihm nach Baben bei Stendal. 1973 übersiedelte die Familie nach Plötzky bei Magdeburg, wo sie bis heute zuhause ist. Das Ehepaar hat zwei Töchter und einen Sohn, fünf Enkel und zwei Urenkel.
Anna-Maria Meussling ist die Schwester von Pfarrer im Ruhestand und Autor Friedemann Steiger sowie von Martin Steiger und Georg Steiger – alle vier Geschwister sind publizistisch tätig.

## Ehrungen
- 1993: Verdienstkreuz am Bande der Bundesrepublik Deutschland
- 1996: Goldmedaille der Straße der Romanik
- 2012: Verdienstkreuz 1. Klasse der Bundesrepublik Deutschland[5]
- 2019: Verdienstorden des Landes Sachsen-Anhalt[6]

## Verschiedenes
- 1980 schuf der Künstler Hubert Distler in der Kirche St. Thomas Pretzien auf einer freien Wandfläche sein großflächiges Fresco zum Thema Himmlisches Jerusalem. Seine Arbeit entstand als Geschenk an die Kirchengemeinde, mit deren Pfarrer Rüdiger Meussling und dessen Frau Anna-Maria Meussling Distler befreundet war. Die Einweihung war am 9. August 1980.[7]